# Чемпионат СССР по современному пятиборью 1989
XXXVII Чемпионат СССР по современному пятиборью прошел в столице Эстонии городе Таллине с 21 по 25 мая 1989 года.
Впервые чемпионом Советского Союза стал представитель Молдавии Игорь Штепу. Стоит отметить успех московского динамовца, мастера спорта СССР международного класса Сергея Степина, завоевавшего бронзовую медаль. В 1983 году на VIII Спартакиаде народов СССР Степин впервые стал призёром, завоевал серебряную награду. И вот теперь после 6-летнего перерыва он вновь на пьедестале почёта.

## Личное первенство
| Дисциплина        | Золото                                            | Серебро                                        | Бронза                                  |
| Личное первенство | Сергей Штепу · Молдавская ССР · Динамо, Кишинев · | Андрей Тропин · РСФСР · Динамо, Ростов-на-Дону | Сергей Степин · Москва · Динамо, Москва |